# Teuchestes caffer
Teuchestes caffer är en skalbaggsart som beskrevs av Christian Rudolph Wilhelm Wiedemann 1823. Teuchestes caffer ingår i släktet Teuchestes och familjen Aphodiidae. Utöver nominatformen finns också underarten T. c. scioensis.